# Yada'ib Dhubyan Yuhan'im
Yada'ib Dhubyan Yuhan'im (qatabanisch Ydʿʾb Ḏbyn Yhnʿm), Sohn eines gewissen Schahr, war ein Mukarrib des altsüdarabischen Reiches von Qataban. Nach Kenneth A. Kitchen war er der Sohn des Schahr Yagul Yuhargib I. und regierte um 220–205 v. Chr.
Seine Regierung ist durch überdurchschnittlich viele Inschriften belegt. Sie zeigen, dass Yada'ibs Regierung vor allem von militärischen Erfolgen gekennzeichnet war. Während der Bau mehrerer Tempel und eines königlichen Gebäudes wohl friedlichen Zwecken diente, waren andere Bauarbeiten vermutlich hauptsächlich militärisch motiviert: Unter seiner Regentschaft wurden Kanäle gegraben, die Passstraßen Mablaqat und Zarum angelegt und die Befestigungen mindestens zweier Städte ausgebaut. Einige Bauinschriften sowie eine Weiheinschrift auf einem Altar aus Sai'ūn berichten von erfolgreichen Kriegen gegen Saba und Hadramaut: Yada'ibs Truppen stießen ins Wadi Hadramaut bis nach Schibam vor, zerstörten verschiedene Städte, schlugen die hadaramitische Armee in der Ebene Lbd und nahmen den hadramitischen König Yada'ib Ghailan und seine beiden Söhne gefangen. In der Folgezeit blieb der Hadramaut für einige Jahrzehnte Vasall Qatabans.